# Толстой, Сергей Николаевич
Сергей Николаевич Толстой (25 сентября [8 октября] 1908, Москва — 13 октября 1977, там же) — русский советский писатель, поэт, драматург, переводчик, эссеист, философ и литературовед из рода Толстых. «Четвёртым Толстым» его впервые назвал литературовед профессор Михаил Дунаев.

## Биография
Сергей Николаевич Толстой, один из последних представителей русской классической литературы, происходил из аристократической семьи, принадлежащей к нетитулованной тверской ветви рода Толстых, имеющих с графской (тульской) ветвью один корень. Предки С. Н. Толстого некогда владели усадьбой Ельцы. Он родился в Москве 12 сентября (25 сентября) 1908 года в семье Николая Алексеевича Толстого, внучатого племянника Я. Н. Толстого, и Марии Алексеевны Загряжской. В семье было пятеро детей: Николай, Вера, Иван, Алексей и Сергей.
Детство Сергея Толстого прошло в имении Новинки Тверской губернии (ранее это была Московская губерния). Он владел французским (в совершенстве), английским, немецким, польским и украинским языками.
В 1915 году погиб на войне его старший брат Николай. В 10 лет Сережа Толстой остался сиротой (в 1918 году родителей расстреляли как заложников), а в 1920 году были расстреляны братья Иван и Алексей. С 1924 года Сергей Толстой жил в Москве вместе с воспитавшей его сестрой Верой, которая была старше почти на двадцать лет.
Писал Сергей Толстой с семи лет (пьеса «В волнах океана и пустыни» в 25 страниц), в конце 1920-х годов был принят в Союз поэтов и Литературный институт, который не закончил из-за материальных трудностей (в 1928 году женился, в 1930 году у него родился сын Николай). Позднее, окончив технический вуз, много работал инженером, а творчеству отдавал лишь свободные от работы, в основном ночные часы.
Прошел войну от первого до последнего дня, служа в войсках МПВО, получил 4 медали: «За оборону Москвы», «За победу над Германией», позже «В память 800-летия Москвы» и «20 лет победы в Великой Отечественной войне».
В 1960-х годах был редактором-консультантом АПН, стал членом Союза журналистов. Публикация литературного наследия стала возможной только через 15 лет после его смерти (первая, частичная — в журнале «Новый мир» в 1992 году).
Скончался 13 октября 1977 года.

## Творчество
С 1998 по 2008 годы впервые вышло Собрание сочинений С. Н. Толстого в пяти томах (5-й том в 2-х книгах).
- в первом томе — повесть «Осуждённый жить» (1946—1947, 1950) — роман-эпопея русской жизни XVIII—XX веков, написанный в жанре автобиографической художественной прозы, является ключом к пониманию жизни и творчества писателя.*
- во втором томе представлена ранняя проза и вся поэзия из того, что сохранилось (более 12-ти поэм, около 100 стихотворений)

На некоторые стихи С. Н. Толстого написаны романсы (музыка Натальи Ивановны Толстой; жанр русского классического романса).
Вершина всего творчества С. Н. Толстого — религиозно-философская поэма «Над обрывом» (венок сонетов) (1957) на темы Апокалипсиса.**
- в третьем томе — пьеса «Пушкин в Одессе»; литературно-философское эссе «О самом главном» (1948); литературоведческие работы и статьи по искусству (круг его интересов — Державин, Пушкин, Боратынский, Хокусай, Тютчев, Некрасов, Достоевский, Л. Н. Толстой, Чехов, Хлебников, Блок, Мандельштам, М. Цветаева и др.); поэтические переводы: Ронсар, Готье, де Лилль, Рембо, Метерлинк, Ренье, Фор, Поль Фор, Превер, Лилиенкрон, Бернус, Моргенштерн, Рильке.***
- в четвёртом томе — переводы зарубежной прозы: Фрэнк Бук «Мои живые трофеи» (рассказы о животных ловца зверей для зоопарков мира), Джон Стейнбек «В сомнительной борьбе» (книга-предостережение), Джордж Оруэлл «1984» (С. Н. Толстой — первый переводчик на русский язык этого романа-антиутопии; перевод с французского; в романе — попытка проследить тоталитарную идею до логического конца).****
- в пятом томе: в первой книге — другие переводы: Курцио Малапарте «Капут» (итальянский писатель о 2-й мировой войне как очевидец событий, как военный корреспондент на различных фронтах; это масштабное произведение) и фрагментарные переводы: Антуан де Сент-Экзюпери (см. Цитадель (книга, 1948)), Марсель Пруст, Эдмон де Гонкур; уникальный «Словарь неологизмов» (с предисловием автора; 1400 слов);*****

во второй книге — Сергей Николаевич Толстой. Семья и окружение XVIII—XXI. Часть I. Толстые. Нетитулованная ветвь (генеалогия, история и литература в лицах). Часть II. Вокруг С. Н. Толстого (генеалогия творчества). Письма и расширенные комментарии. Из неопубликованного: проза, поэзия, драматургия, литературоведение, фрагменты переводов.****** В этом томе дан список опечаток, ошибок и уточнений к I—V томам.
Последний том 5 (книга 2) Собрания сочинений вышел к 100-летию со дня рождения С. Н. Толстого.
Издание (подготовка текста, составление, статьи и комментарии) пятитомного (в шести книгах) Собрания сочинений С. Н. Толстого подготовлено Натальей Ивановной Толстой (урожденной Дмитриевой), филологом, редактором, женой его сына Николая Сергеевича Толстого.

## Собрание сочинений
- Толстой С. Н. Собрание сочинений в пяти томах. Т.1. Осуждённый жить. М.: Международная программа образования, 1998. — 576 с., 25 ил.
- Толстой С. Н. Собрание сочинений в пяти томах. Т.2. М.: Алгоритм, 2001. — 544 с., ил.
- Толстой С. Н. Собрание сочинений в пяти томах. Т.3. М.: Алгоритм, 2001. — 576 с.
- Толстой С. Н. Собрание сочинений в пяти томах (шести книгах). Т.4. М.: Алгоритм, 2004. — 560 с., 18 ил.
- Толстой С. Н. Собрание сочинений в пяти томах (шести книгах). Т.5 (кн.1). М.: Алгоритм, 2004. — 624 с., 23 ил.
- Толстой С. Н. Собрание сочинений в пяти томах (шести книгах). Т.5 (кн.2). Семья и окружение XVIII—XXI. М.: ДЕКО, 2008. — 944 с., 192 ил. (21 цв.).